# Żagiew

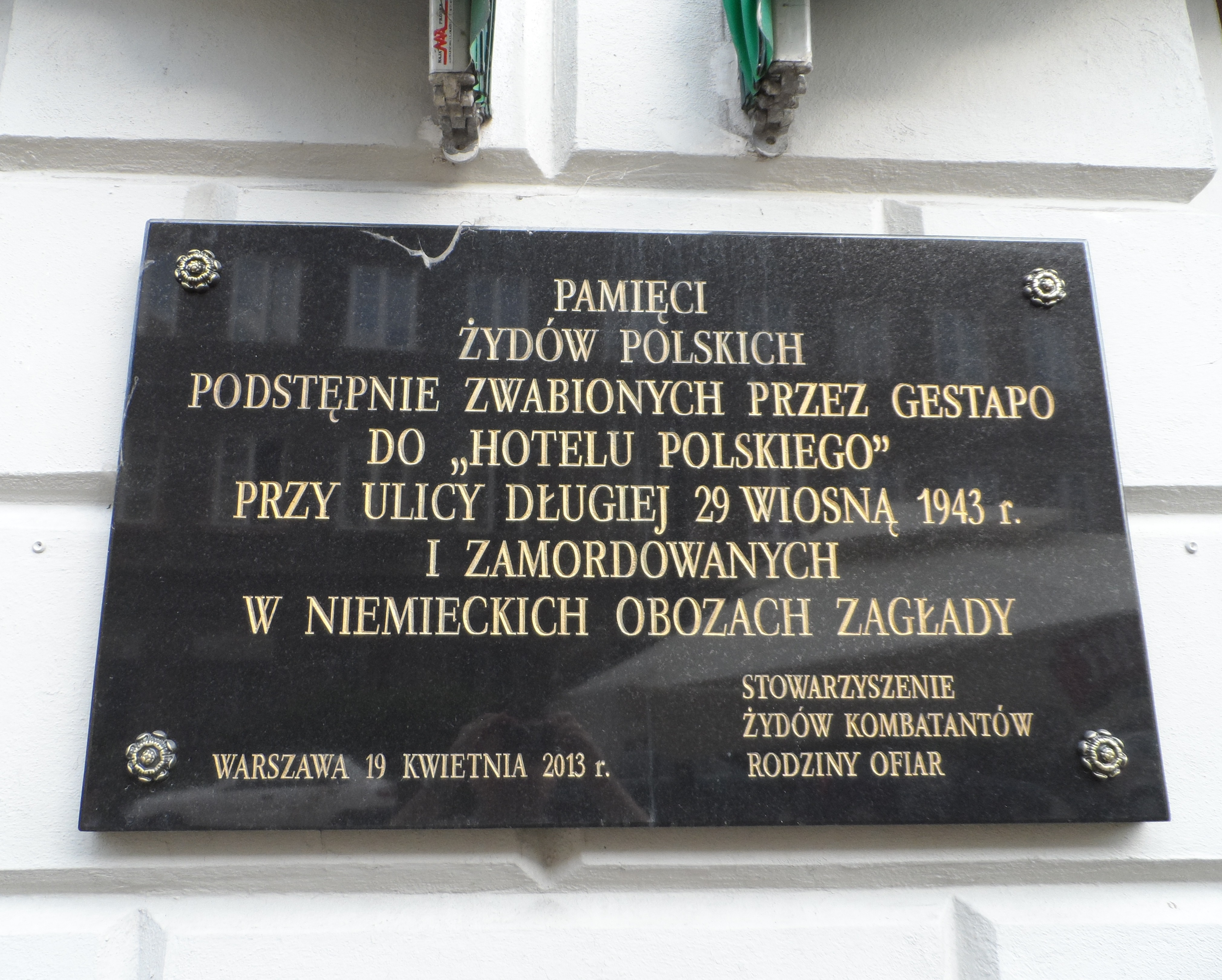
Pamětní deska na budově bývalého hotelu Polski připomínající události z druhé světové války.

Żagiew (česky: Pochodeň) známá také jako Židovská svobodná garda (polsky: Żydowska Gwardia Wolności) byla pronacistická kolaborantská skupina židovských agentů provokatérů, která působila během druhé světové války v Německem okupovaném Polsku. Organizaci založilo a finančně podporovalo Gestapo. V čele skupiny stál Abraham Gancwajch, který stál v čele i další kolaborantské organizace Skupina 13. Primárně „Pochodeň“ působila ve varšavském ghettu. Vznikla na konci roku 1940 a fungovala až do zlikvidování ghetta během povstání v roce 1943.

## Činnost organizace

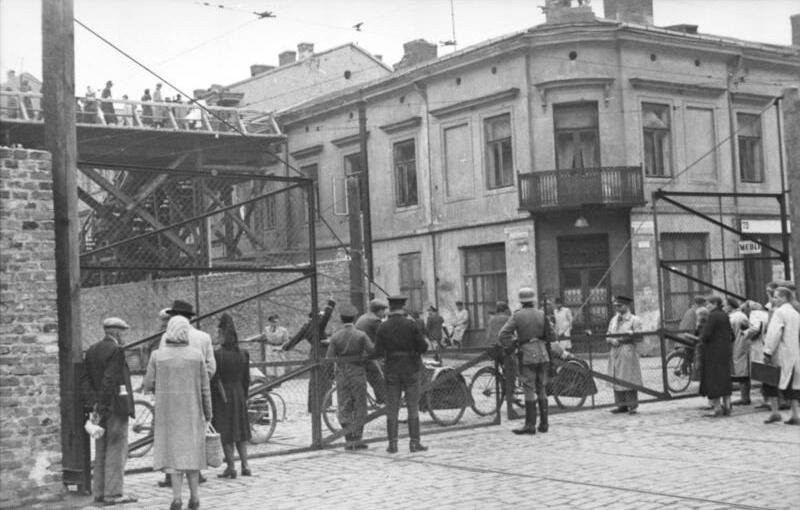
Varšavské ghetto v roce 1942.

Jejím hlavním cílem byla infiltrace do židovské odbojové sítě a odhalování jejich spojení s polským podzemním hnutím, které Židům pomáhalo a některé z nich i ukrývalo mimo ghetto na území Generálního gouvernementu (německy: Generalgouvernement). Organizace byla založena a financována Gestapem a měla přes 1000 židovských tajných agentů. Některým z nich bylo Gestapem dokonce dovoleno nosit zbraň.
V čele organizace stál Abraham Gancwajch, který vedl také organizaci s názvem Skupina 13. „Pochodni“ se podařilo způsobit výrazné škody na obou stranách, jak v odbojové síti uvnitř ghetta tak i mimo něj. Kromě jiných akcí byli někteří agenti zapojeni také do operace Hotel Polski.

### Hotel Polski
Koncem roku 1941 začaly dvě židovské organizace (jedna ze Švýcarska a druhá tvořená skupinou polských diplomatů) spolupracující s honorárními konzuly z některých jihoamerických zemí, posílat do varšavského ghetta dokumenty. Doufali že tyto dokumenty umožní určitým lidem z ghetta emigrovat (zde počítali s německou shovívavost k jedincům, kteří by se mohli prokázat národní příslušností k některé z neutrálních zemí). Ovšem v mnoha případech tato čestná prohlášení a pasy dorazily do okupovaného Polska až po smrti jejich zamýšlených majitelů. Mnoho z těchto dokumentů, ne-li všechny, byly zachyceny Gestapem nebo skončily v rukou židovských kolaborantů ze sítě „Pochodeň“, a to zejména v rukou Leona Skosowského a Adama Żurawina.

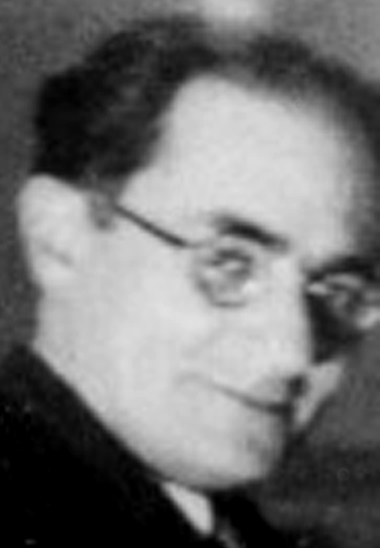
Velitel skupiny Abraham Gancwajch

Varšavské ghetto bylo sice v květnu 1943 zlikvidováno, ale ve Varšavě tajně dál přežívali tisíce Židů. Němci spolu se svými židovskými spolupracovníky přišli s plánem, jak tyto skrývající se osoby dostat ze skrýše. Zejména se do tohoto plánu zapojil Leon Skosowski, o kterém se dokonce mluvilo jako o koordinátorovi plánu Hotel Polski. Další kolaborantkou zapojenou do tohoto plánu byla Wiera Granová. Kolaborantům se podařilo rozšířit zvěsti o tom, že osoby vlastnící cizí pas patřící neutrální zemi jako byly Paraguay, Honduras, Salvador, Peru nebo Chile, mají dovoleno opustit území Generálního gouvernementu. Zároveň rozšířili informaci, že nejdříve v hotelu Rogal na Chmelnské ulici, později v hotelu Polski, jsou na prodej příslušné dokumenty nesoucí židovské jméno a patřící již nežijícím osobám. Dané dokumenty byly prodávány za vysoké ceny. V extrémních případech cena přesáhla i milion amerických dolarů. Kupcům ovšem nebylo známo, že mnohé z těchto dokumentů byly padělané.
Hotel Polski se tak stal sběrným místem Židů, kteří doufali v brzké opuštění Němci okupované Evropy. Okolo 2500 (nejvyšší odhady hovoří dokonce o 3500) lidí opustilo na základě těchto informací svůj úkryt. Polské podzemní hnutí sice Židy varovalo, že se jedná pravděpodobně o past, ale mnozí jejich varování ignorovali. Německé úřady pak Židy od 21. května 1943 po malých skupinkách z Hotelu Polski transportovaly do Vittelu, který ležel v Němci okupované Francii. Později byli transportováni do koncentračního tábora v Bergen-Belsenu v Německu. 420 Židů nacházejících se 15. července 1943 v Hotelu Polski bez cizích dokumentů bylo Němci popraveno ve varšavském vězení v Pawiaku.

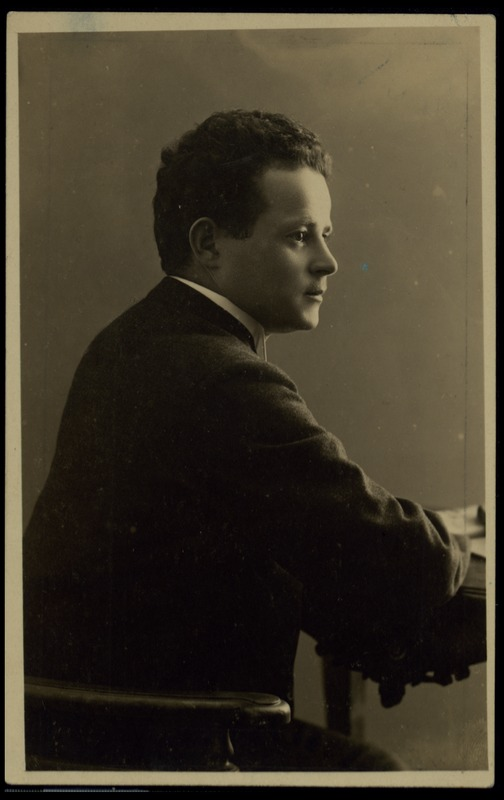
Itzhak Katzenelson, jedna z obětí plánu Hotel Polski.

V září 1943 Němci odhalili skutečnou pravdu o původu většiny dokumentů z Hotelu Polski a vlády jihoamerických zemí tak většinu pasů odmítly uznat. Proto většinu lidí v tranzitním táboře čekala cesta do koncentračního tábora v Osvětimi. Ovšem několik stovek Židů vlastnících palestinské dokumenty přežilo a bylo vyměněno za Němce uvězněné v Palestině. Zde se udávaný počet přeživších mezi zdroji liší. Židovský historický institut uvádí 260 přeživších, A. Haska odhaduje počet na přibližně 300. Kvůli chybějící dokumentaci není možné přesný počet obětí a přeživších plánu Hotel Polski odhadnout.
Mezi oběťmi tohoto plánu byl i básník Itzhak Katzenelson, spisovatel v jazyce jidiš Yehoshua Perle a také přední představitel židovského odboje Menachem Kirszenbaum.